# Gabriel García de la Torre
Gabriel »Gabri« Francisco García de la Torre, španski nogometaš in trener, * 10. februar 1979, Sallent, Španija.
Sodeloval je na nogometnemu delu poletnih olimpijskih iger leta 2000.